# Cornești (okręg Gorj)
Cornești – wieś w Rumunii, w okręgu Gorj, w gminie Bălești. W 2011 roku liczyła 784 mieszkańców.